# Крипке, Эрик
Э́рик Кри́пке (англ. Eric Kripke) — американский продюсер, телережиссёр и сценарист. Он стал известен как создатель фантастического мистического сериала «Сверхъестественное»(2005—2020), где он работал шоураннером в течение первых пяти сезонов. Крипке также создал постапокалиптический сериал «Революция» (2012—2014 гг.) И стал соавтором научно-фантастического сериала «Вне времени» (2016—2018 гг.). С 2019 года шоураннер супергеройского сериала «Пацаны», который он снимает для Prime Video.

## Биография и карьера
Эрик Крипке родился в Толидо, штат Огайо, в еврейской семье Ларри и Джоан Крипке, окончил среднюю школу Sylvania Southview в 1992 году. Крипке часто создавал домашние фильмы с друзьями, чтобы показывать их другим ученикам. На его творчество оказал влияние писатель Джон Беллэрс. В 1996 году он окончил Школу кино и телевидения при Университете Южной Калифорнии.
В 1997 году Крипке выступил как автор сценария и режиссёр двух короткометражных кинокомедий: «Битва полов» и «Искренне преданный». За фильм «Искренне преданный» Крипке в 1997 году был номинирован на премию Short Film Award, а в 1998 году этот фильм стал победителем в номинации «Лучший короткометражный фильм» премии Audience Award.
В 2003 году Крипке написал сценарий для телесериала канала The WB «Тарзан», который был снят с эфира после выпуска восьми эпизодов. Следующей работой Крипке стал фильм ужасов 2005 года «Бугимен», для которого он написал сценарий.
Крипке создал телесериал «Сверхъестественное», повествующий о двух братьях, охотящихся на нечисть. Показ сериала начался на The WB (позднее на The CW) в 2005 году. На протяжении пяти сезонов Крипке являлся шоураннером и одним из авторов сценария, начиная с шестого сезона его обязанности перешли к Сере Гэмбл.
Новым проектом Крипке стал постапокалиптический телесериал «Революция», который начал транслироваться на NBC в 2012 году. Сериал продержался в эфире два сезона, после чего был закрыт руководством канала из-за низких рейтингов.
В 2016 году Эрик представил новый сериал «Вне времени» для телеканала NBC. Сериал был закрыт после первого сезона, но затем продлён на второй сезон по просьбам фанатов. В 2018 году сериал закрыли вновь.
В 2018 году Крипке исполнительный продюсер «Тайна дома с часами».
С 2019 года по настоящее время Крипке — продюсер и шоураннер сериала «Пацаны». Сериал повествует о мире, где неидеальным супергероям противостоит отряд, неофициально известный как «Пацаны». На данный момент в производстве пятый сезон сериала, который должен стать заключительным.
В 2020 году Эрик представил короткометражный фильм «Бутчер», который раскрывает, что происходило с Билли Бутчером, персонажем сериала «Пацаны», между событиями первого и второго сезонов.
В 2021 году Эрик Крипке представил третий сезон сериала «Пацаны» и начались съёмки четвёртого сезона, которые завершились 12 апреля 2023 года. После гибели от выстрела в октябре 2021 года оператора Галины Хатчинс на съёмках фильма «Раст» (2024) Крипке пообещал запретить холостое и огнестрельное оружие при производстве «Пацанов».

## Фильмография

### Фильмы
| Название            | Год  | Роль      | Роль     | Роль            | Примечания             |
| Название            | Год  | Сценарист | Режиссёр | Продюсер        | Примечания             |
| ------------------- | ---- | --------- | -------- | --------------- | ---------------------- |
| Битва полов         | 1997 | Да        | Да       | Нет             | Короткометражный фильм |
| Искренне преданный  | 1997 | Да        | Да       | Нет             | Короткометражный фильм |
| Бугимен             | 2005 | Да        | Нет      | Да              |                        |
| Меняющие реальность | 2011 | Нет       | Нет      | Ассоциированный |                        |
| Тайна дома с часами | 2018 | Да        | Нет      | Да              |                        |
| Бутчер              | 2020 | Да        | Нет      | Исполнительный  | Короткометражный фильм |

### Телесериалы
Цифры в титрах режиссёра и сценариста обозначают количество серий.
| Название                     | Год          | Роль        | Роль     | Роль      | Роль                    | Примечания |
| Название                     | Год          | Создатель   | Режиссёр | Сценарист | Исполнительный продюсер | Примечания |
| ---------------------------- | ------------ | ----------- | -------- | --------- | ----------------------- | ---------- |
| Тарзан                       | 2003         | Разработчик | Нет      | Да (2)    | Да                      |            |
| Сверхъестественное           | 2005-2020    | Да          | Да (2)   | Да (17)   | Да                      |            |
| Укротители духов             | 2010         | Да          | Нет      | Нет       | Да                      |            |
| Сверхъестественное: Анимация | 2011         | Да          | Нет      | Нет       | Нет                     |            |
| Революция                    | 2012-2014    | Да          | Нет      | Да (4)    | Да                      |            |
| Вне времени                  | 2016-2018    | Да          | Нет      | Да (1)    | Да                      |            |
| Пацаны                       | 2019 — н. в. | Разработчик | Да (2)   | Да (3)    | Да                      |            |
| Пацаны: Осатанелые           | 2022         | Да          | Нет      | Нет       | Да                      |            |
| Поколение «Ви»               | 2023         | Разработчик | Нет      | Да (1)    | Да                      |            |